# ぎのわんシティFM
ぎのわんシティFMは、沖縄県宜野湾市を放送区域として超短波放送（FM放送）特定地上基幹放送事業者であるデルタ電気工業株式会社が行うコミュニティ放送の愛称である。

## 概要
- 2016年（平成28年）開局。沖縄県で19局目、宜野湾市ではFMぎのわんに次ぐ2局目のコミュニティ放送局である。
  - 免許人のデルタ電気工業は電気通信、電話・放送設備などの施工・保守業者である[2]。
- 開局以来、デルタ電気工業の本社所在地[3]に送信所を置き[4]、放送を行っている。
- 放送エリアは宜野湾市のほか、隣接する浦添市・那覇市・西原町・中城村・北中城村・北谷町・沖縄市・嘉手納町・読谷村の各一部を放送エリアとする、としている[5]。
- 放送は7:00 - 24:00の17時間で夜間のフィラー音楽を含めほとんどが自社制作である。インターネット配信はListenRadioによる。一部番組はYouTubeによる番組配信も行っている。

## 主な番組
- ぎのわんシティFM公式サイト番組表を参照。村内にコミュニティ放送局を持たない北中城村に関する番組も放送されている。